# Vua công nghiệp
Vào cuối thế kỷ 19 ở Mỹ, vua công nghiệp (tiếng Anh: captain of industry) là một chủ doanh nghiệp với các phương pháp tích lũy tài sản cá nhân có đóng góp tích cực cho quốc gia bằng một số cách. Điều này có thể thông qua việc gia tăng năng suất, mở rộng thị trường, tạo thêm nhiều công ăn việc làm hoặc thông qua các hoạt động nhân đạo, từ thiện. Đặc điểm này trái ngược với những trùm tư bản vô đạo khi họ sử dụng các thủ đoạn chính trị nhằm đạt được các mục đích vị lợi cá nhân.